# Morellia saishuensis
Morellia saishuensis är en tvåvingeart som beskrevs av Ouchi 1942. Morellia saishuensis ingår i släktet Morellia och familjen husflugor. Inga underarter finns listade i Catalogue of Life.